# Oreneta de ribera asiàtica
L'oreneta de ribera asiàtica (Riparia chinensis) és una espècie d'ocell de la família dels hirundínids (Hirundinidae). Es troba des del Tadjikistan, l'Afganistan i el subcontinent indi fins al sud de la Xina, Taiwan i el nord de les Filipines. Habita els matollars i herbassars tropicals i subtropicals, les terres de pastura, les zones humides, els cursos d'aigua i els llacs. El seu estat de conservació es considera de risc mínim.